# Paralaksa spektroskopowa
Paralaksa spektroskopowa – stosowana w astronomii metoda wyznaczania odległości w oparciu o różnicę pomiędzy jasnością absolutną obiektu a jego zmierzoną jasnością widomą.
Zależność pomiędzy jasnością absolutną a jasnością widomą opisuje wzór {\displaystyle m=M-5+5\log(d),} gdzie {\displaystyle m} oznacza jasność widomą, {\displaystyle M} jasność absolutną, a {\displaystyle d} odległość wyrażoną w parsekach (różnicę {\displaystyle (m-M)} określa się czasem mianem modułu odległości).
Jasność widoma może być zmierzona bezpośrednio, metodami fotometrycznymi, natomiast jasność absolutna szacowana jest na podstawie charakterystycznych cech obserwowanego obiektu. Np. w przypadku gwiazdy ciągu głównego można wyznaczyć jej jasność absolutną na podstawie jej typu widmowego (z diagramu Hertzsprunga-Russela), dla cefeidy na podstawie okresu zmian jej blasku (z zależności okres-jasność), wszystkie gwiazdy zmienne typu RR Lyrae charakteryzują się zbliżoną jasnością absolutną w maksimum blasku, supernowe typu Ia osiągają zbliżoną jasność absolutną w chwili wybuchu itp.
Nazwa „paralaksa spektroskopowa” pochodzi stąd, że pierwotnie wykorzystywano tę metodę do pomiaru odległości do gwiazd, których jasności absolutne wyznaczano na podstawie ich widma (z diagramu H-R)
Obiekty, których jasności absolutnie potrafimy z dużą dokładnością określić (i z tego względu szczególnie przydatne do wyznaczania paralaks spektroskopowych) są nazywane świecami standardowymi.
Ze względu na to, że jasności absolutne niektórych świec standardowych (jak np. supernowych) są bardzo duże, metoda paralaksy spektroskopowej pozwala na pomiar odległości nawet do bardzo dalekich obiektów, dla których niemożliwy jest pomiar paralaksy trygonometrycznej.